# 歌の散歩道
『歌の散歩道』（うたのさんぽみち）とは
1. NHKラジオ第1放送で、2008年3月31日[1]から2013年3月21日[2]まで放送されていた音楽番組。
2. 東京12チャンネル（現・テレビ東京）で、1970年代に放送されていた音楽番組。
3. とちぎテレビなどで、2012年現在放送されているロイ白川プロデュースの音楽番組。

ここでは1．について説明する。

## 概要
2008年3月28日までは、日曜以外の12時半から25分間で33年続いた、『ひるの散歩道』が放送されていたが、2008年度にラジオ第1放送の番組大改編が実施され、終了に追い込まれた。これに替わる番組として3月31日から新設された。
放送時間が14時台にスライドし、題名・内容を一新。『ひるの散歩道』は基本的にラジオセンターのスタジオから放送されていた。
この番組も開始当初から2011年度まではNHKスタジオパーク（オープンスタジオ）での公開生放送を基本とし、スタジオパークが休館で公開放送が行われない場合はラジオセンター132スタジオからの非公開放送か、事前収録の録音放送の体裁をとっていた。そのため同じスタパから公開生放送（原則）されている「スタジオパークからこんにちは」（総合テレビの番組宣伝トーク番組）は13:55で終了し、この番組が始まるまでの10分間で観客やステージセットの入れ替えを行っていた。

## シリーズの終焉
2012年度から「スタジオパークからこんにちは」の放送時間が編成更新により13:27 - 14:00に変更され、入れ替え作業の時間が短くなってしまうため、再びラジオセンターの132スタジオでの非公開放送を基本とすることになった。
そして、2013年3月21日をもって番組終了となり、前身の1975年4月から始まった『ひるの散歩道』時代と合わせた「散歩道」シリーズは38年の放送に幕を降ろした。後番組は『午後のまりやーじゅ』。

## 放送時間
- ラジオ第1：平日 14:05 - 14:35（JST）
  - 2009年4月3日よりNHKワールド・ラジオ日本[注釈 3]でも同時放送を開始。実質的に『ひるの散歩道』終了以来1年ぶりの復活となる。
  - 祝日は特集番組があるため番組は原則として休止となるが、代わりに13時台[注釈 4]に「ホリデーライブinスタパステージ」と題した本番組の時間拡大版を放送。司会、オープニング・エンディングのテーマ音楽は通常放送と同じ。回によってはスタジオパークに限らず、みんなの広場ふれあいホールからの公開放送を送る「ホリデーライブinふれあいホール」として放送されることもある。
  - この場合に限り、NHKワールド・ラジオ日本の短波放送でも同時放送されるが、13時台は国際放送独自制作の日本語ニュース番組、海外安全情報を放送するため13:15から途中飛び乗りでの放送（ただし、2008年12月23日は放送なし）。
  - 祝日ではないが、「歌の散歩道」のタイトルのままで2010年12月24日、27日、28日放送分も祝日と同じ時間で放送されるが、国会中継などで放送されなかった内容をまとめて放送。ラジオセンタースタジオからの非公開放送となっている。
  - ただし祝日でも編成の都合により「歌の散歩道」のタイトルのままで通常放送を行う場合があり、2009年3月20日（春分の日）は通常通りの時刻で放送された。
  - 国会中継・高校野球中継がある場合も休止の場合あり。ただし、スタジオパークでの公開放送は後日放送のための録って出し収録として予定通り行われることがある。

差し替え
以下の放送局は地域情報番組に差し替えている。
- 旭川 - 道北LOVEラジオ（金曜日。ただし、都合により放送されない週あり）
- 函館 - どどんと道南ラジオ（木曜日14:00 - 15:00。国会中継などで放送されない場合、FM放送への代替も含めて他の曜日に放送される場合がある。2009年3月までは金曜日に放送していた）

2009年3月20日（春分の日）は上記2番組とも差し替え放送を休止し、「歌の散歩道」を通常通り放送した。
- 帯広 - つながるラジオ!とかち（毎月1回）

## スタジオ見学と公開収録
2011年度までは、基本的にスタジオパークでの開館日の13時15分ごろに入場整理券を配布した。なお「ホリデーライブ」として開催する場合は12時05分ごろから配布。休館日、また開館日であっても諸般の事情で生放送がない場合はスタジオ見学は不可。
上述の通り、テレビ「スタパからこんにちは」の時間変更に伴い、末期はスタパでの公開生放送が廃止され、ラジオセンタースタジオでの見学は不可となった。ただし祝日の「ホリデーライブ」は従来どおりスタパからの公開放送となるため、引き続き上記のとおり整理券を配布した。
また、年数回は地方都市での公開収録（3日分ワンセットで）も引き続き実施。内容は演歌を中心に歌手・音楽演奏家をゲストとして招き、歌・演奏を披露する他、楽しいトークも繰り広げていた。
地方での公開収録である場合は、事前にはがき・メールで各放送局あてに申し込み、抽選の当選者に招待券（整理券）を送った。

## 司会
- 月曜：宮川泰夫（元アナウンサー）
- 火曜：週替わり
- 水曜：週替わり
- 木曜：加治章（日本語センター専属アナウンサー）
- 金曜：葛西聖司（元アナウンサー）

ただし、東京以外での公開収録時はこの限りでなく、収録を担当する地元放送局の現役アナウンサーが務める。
過去
- 金子辰雄 - 高齢のため2010年度をもって勇退。